# Nancy (namn)

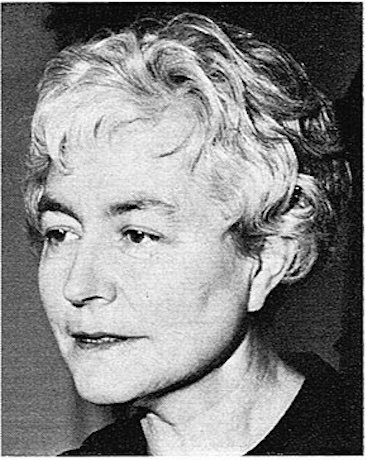
Nancy Eriksson, 1950.

Nancy är ett vanligt kvinnonamn i engelskspråkiga länder och har även spritts till andra språkområden. Det var ursprungligen en diminutivform av Anne eller Ann och började användas som namn under 1700-talet.

## Kända Nancy
- Nancy Ajram – libanesisk sångerska
- Nancy Benoit – amerikansk professionell brottarmanager
- Nancy Cartwright – amerikansk röstskådespelare
- Nancy Edberg – svensk simmare och simlärare
- Nancy Eriksson – svensk politiker (S), riksdagsledamot
- Nancy Greene – alpin skidåkare, OS-guld 1968
- Nancy Kerrigan – amerikansk konståkare, OS-silver 1994
- Nancy Lieberman – amerikansk basketspelare och tränare, OS-silver 1976
- Nancy McKeon – amerikansk feministisk sociolog
- Nancy Mitford – brittisk författare
- Nancy Pelosi – amerikansk politiker (demokrat), representanthusets talman
- Nancy Reagan – amerikansk skådespelerska och presidenthustru
- Nancy Sinatra – amerikansk sångerska
- Nancy Spungen – amerikansk groupie